# Janina Konarska

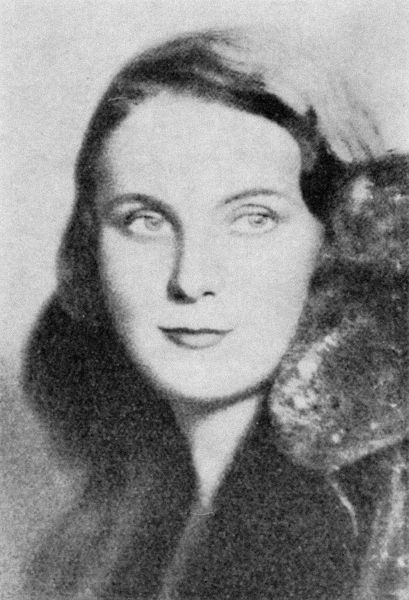
Janina Konarska (um 1930)

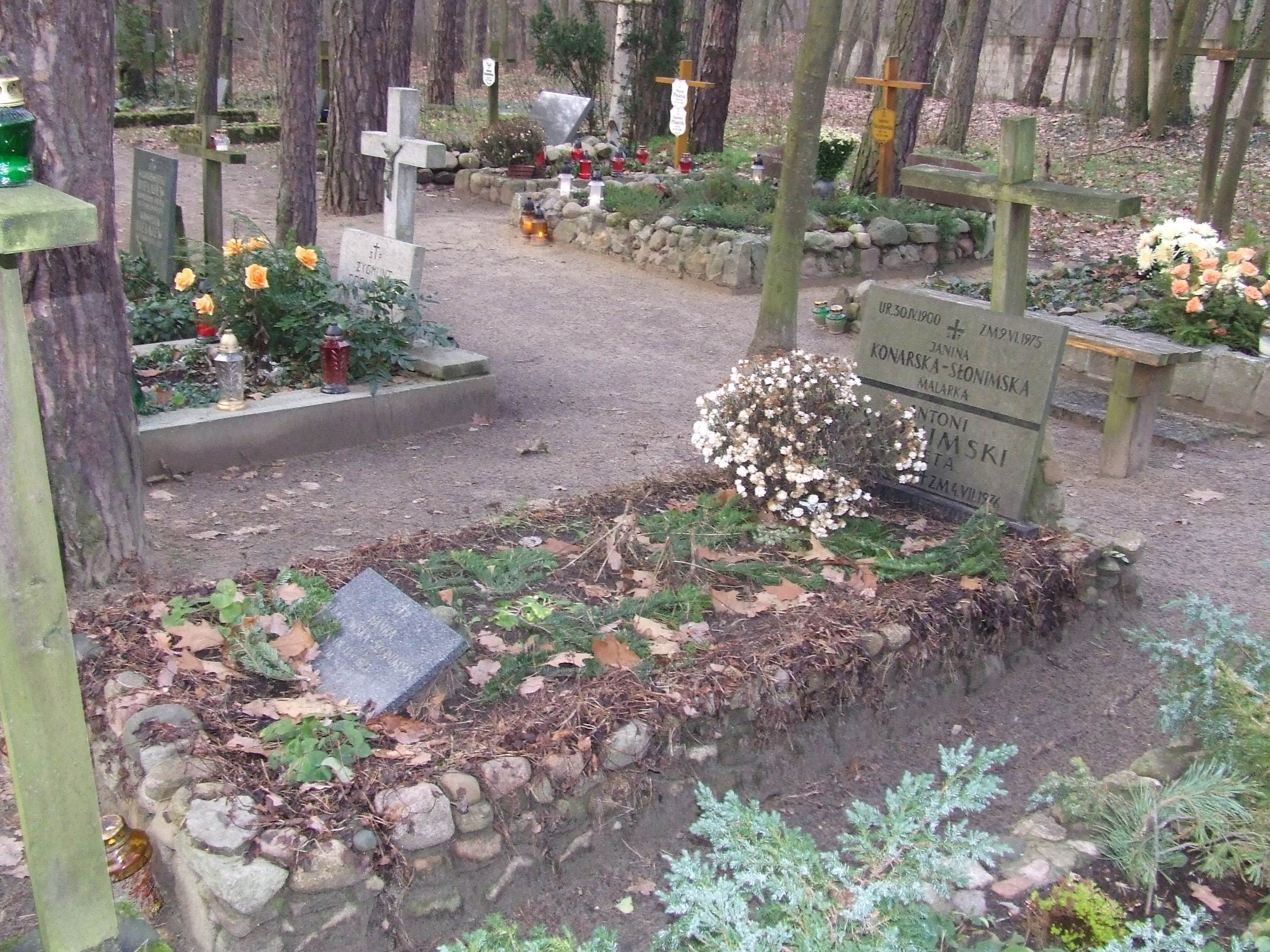
Grab von Janina Konarska, Antoni Słonimski und Tochter Hanka in Laski

Janina Konarska (Pseudonym), eigentlich Janina Seideman, verheiratet Janina Konarska-Słonimska (* 30. April 1900 in Łódź; † 9. Juni 1975 in Warschau) war eine polnische Malerin. 

## Leben
Janina Seideman wurde in einer Familie jüdischer Textilfabrikanten geboren. Über ihre Tante Helena Seideman war sie mit dem Fabrikanten Edward Heiman-Jarecki und dessen Sohn Aleksander Heiman-Jarecki verwandt. Sie studierte an der Schule der Schönen Künste Warschau in der Grafikklasse bei Władysław Skoczylas. 1918 nahm sie den Künstlernamen Konarska an.
Konarska nahm 1932 mit dem Holzschnitt Stadion an den Kunstwettbewerben der Olympischen Sommerspiele in Los Angeles teil und gewann im Wettbewerb „Grafik“ die Silbermedaille.
1934 heiratete sie den Schriftsteller Antoni Słonimski und floh mit ihm bei der deutsch-sowjetischen  Okkupation Polens 1939 nach Paris und 1940 weiter nach Großbritannien. Sie kehrten erst 1951 nach Polen zurück.
Konarska und Słonimski sind auf dem Friedhof in Laski begraben.

## Illustrationen
- Jan Parandowski (Hrsg.): Pieć dramatów. Illustrationen von Janina Konarska. Warszawa : Państwowy Instytut Wydawniczny, 1955 [5 Dramen].